# En dînant chez Quentin
En dînant chez Quentin (Quentins) est un roman irlandais de Maeve Binchy publié en 2002, et traduit en français en 2003, aux éditions Jean-Claude Lattès. 

## Place du roman dans l'oeuvre de Maeve Binchy
Le titre fait référence au restaurant Quentins, un établissement de restauration haut de gamme fictif situé dans le centre de Dublin, en Irlande. Le restaurant est cité à de nombreuses reprises dans les précédents titres de Maeve Binchy.  C'est le 13e roman de Maeve Binchy, et un de ses derniers.

## Résumé
Ella, enseignante, est invitée Chez Quentin, restaurant à la mode, à  Dublin, par le financier Richardson. Il en fait son amante. Un jour, cependant, elle apprend qu'il est parti en Espagne, qu'il est un escroc, puisant dans les ressources financières de ses fréquentations et de ses clients. Il laisse Ella, sa famille et de nombreuses personnes à Dublin sans leurs économies. Pour se refaire, elle prépare un film sur le restaurant Chez Quentin et va à New-York pour trouver de l'argent (le récit fait quelques détours par les moments clés de l'histoire de ce restaurant).  Ses efforts pour obtenir des fonds l'amènent à rencontrer un nouvel homme, Derry King. La presse dit que Richardson s'est suicidé. Mais Richardson n'est pas mort et revient la chercher. Elle le fait arrêter. Des amis de Ella se marient Chez Quentin et Derry déclare sa flamme à Ella. Le roman explore ainsi les thèmes de l'amour, de la famille, de l'amitié. Il a en toile de fond l'Irlande  de la fin du XXe siècle et du début du XXIe siècle, ainsi que les thèmes du célibat et de l'infertilité, et l'idée que Dublin est resté un village où tout le monde se connaît,,.